# تویوتا فان وی
تویوتا فان وی یا تویوتا دی جی و یا تویوتا آی آی مو یک خودروی نوفناوری ساخت شرکت تویوتا است که در اکتبر ۲۰۱۱ میلادی در نمایشگاه خودروی توکیو به نمایش گذاشته شد. این خودرو ظرفیت ۳ نفر را دارد. داخل و خارج این خودرو از صفحات نمایشی ساخته شده است و درب خودرو به صورت حسگر تماس با دست باز و بسته می‌شود. سیستم اطلاعات ناوبری این ماشین مستقیماً بر روی صفحات نمایشی داخلی نشان داده می‌شود. این خودرو قادر است تصاویر تزئینی و نمایشی را در خارج و داخل خودرو لحظه به لحظه تغییر داده و به نمایش درآورد. تویوتا فان وی می‌تواند این صفحات و نگاره‌های نمایشی را از طریق یک دانلود ساده از اینترنت دریافت کند. این مدل تویوتا قابلیت به روز رسانی شدن به وسیله اتصال به کامپیوترهای خودروهای دیگر را نیز دارد.
صفحه خارجی ال‌ای‌دی و بزرگ این خودرو نه فقط تصاویر نمایشی نشان می‌دهد بلکه به صورتی طراحی و مهنسی شده است که قادر می‌باشد با محدوده اینترنتی و شبکه‌ای جاده اتصال برقرار نماید. تویوتا فان وی می‌تواند صاحب خود را نیز هنگامی که به سمت ماشین قدم می‌زند، شناسایی کند.

## نگارخانه

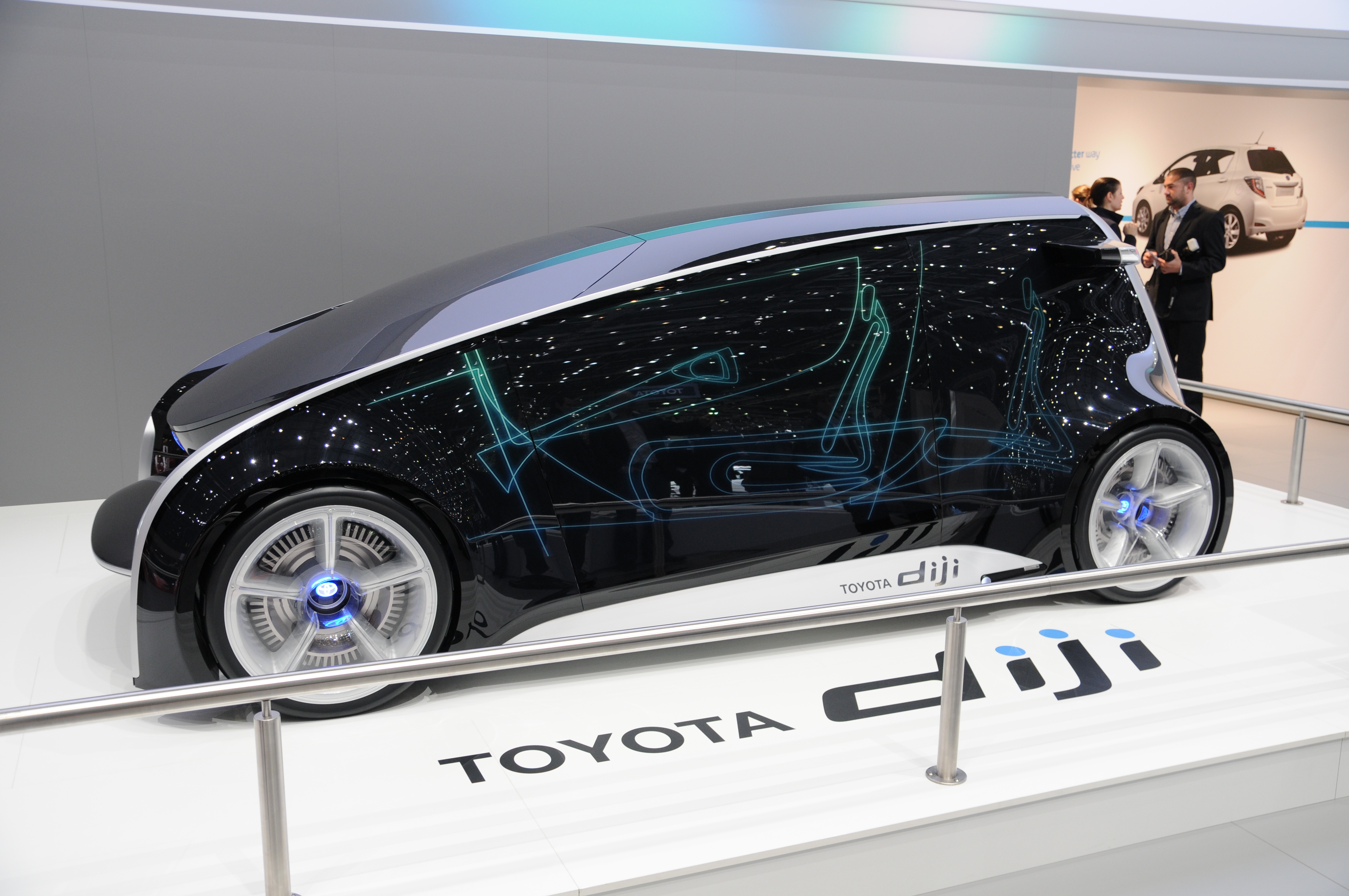
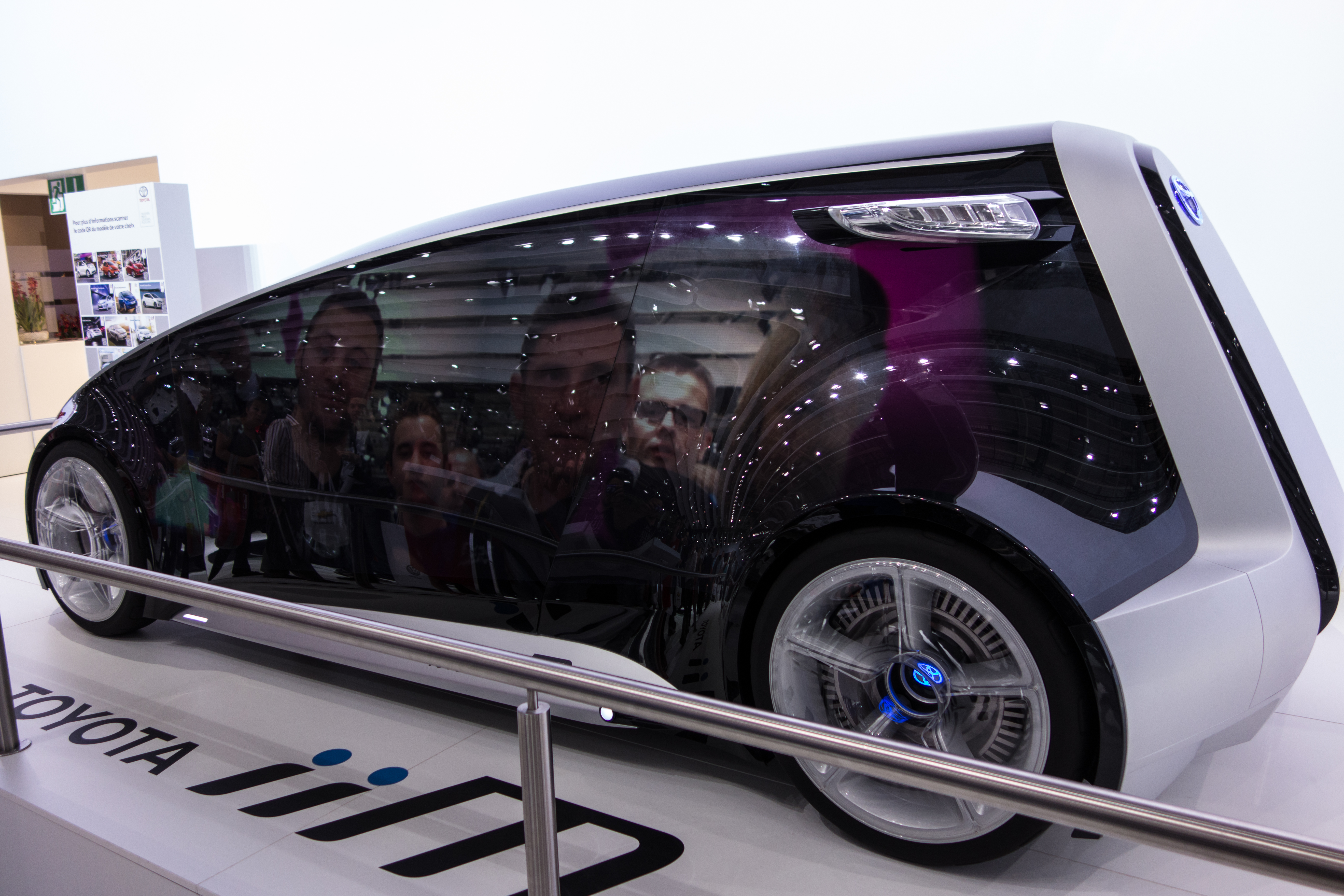
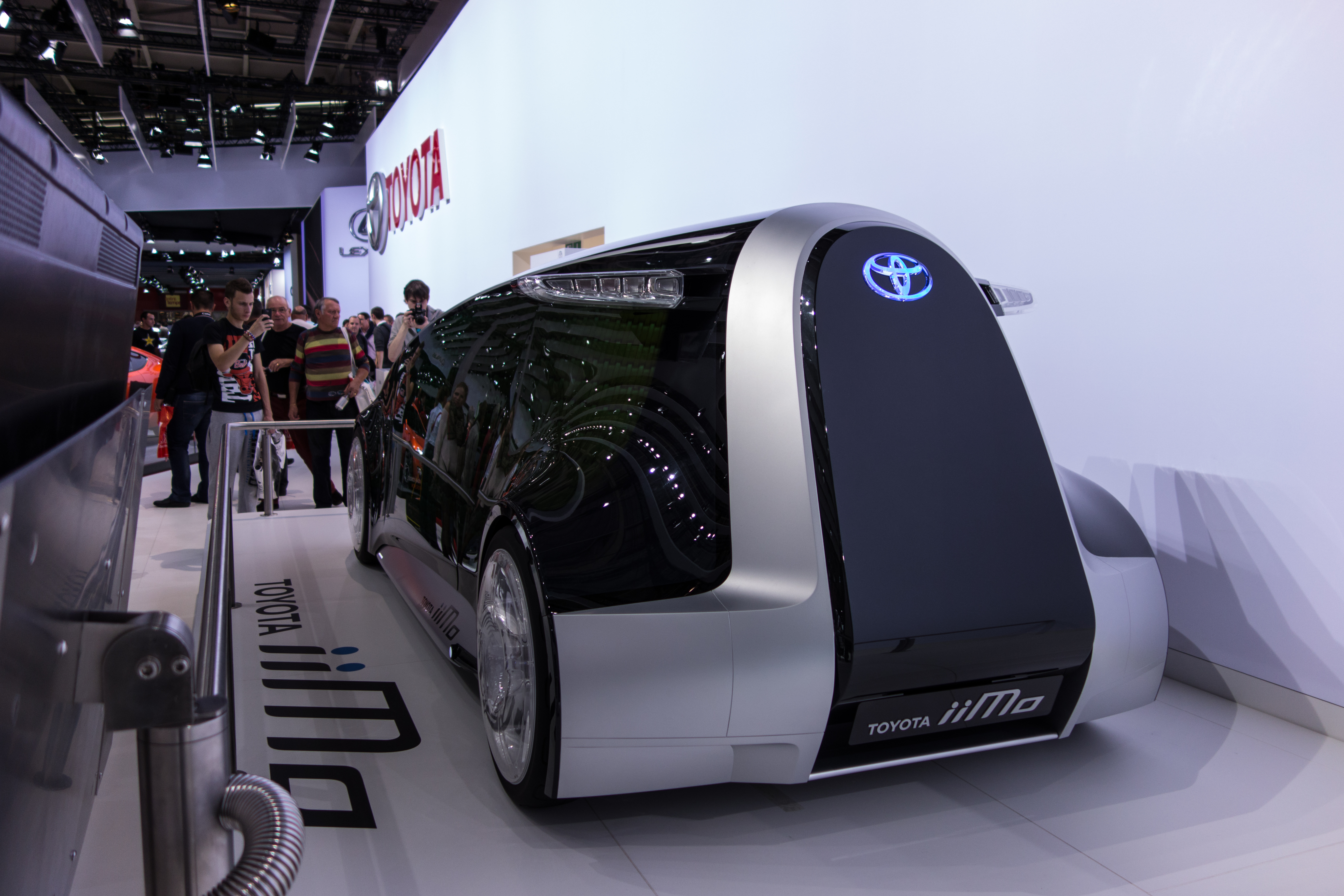